# Pompeia Sulla
Pompeia Sulla (Ier siècle av. J.-C.), deuxième épouse de Jules César, est la fille de Q. Pompeius Rufus et de Cornelia Sylla, fille du dictateur romain Sylla.

## Biographie
César l'épousa en 68 av. J.-C., après avoir exercé les fonctions de questeur en Hispanie, sa première femme Cornélia étant morte l'année précédente. César était le neveu de Caius Marius tandis que Cornélia était la fille de Lucius Cornelius Cinna. Or, Marius et Cinna, chefs des Populares, avaient été vaincus durant la première (-88 à -87) et la deuxième (-82 à -81) guerres civiles les opposant à Sylla. Le mariage de César avec une petite-fille de Sylla, qui avait pourtant proscrit celui-ci dans sa jeunesse, marque peut-être sa volonté d'accepter la nouvelle situation politique romaine.
En 63 av. J.-C., César fut élu pontifex maximus, c'est-à-dire grand-prêtre de la religion romaine, ce qui lui donnait droit de résider dans la Regia, résidence officielle sur la Via Sacra. Dans cette maison Pompeia accueillit le festival de la Bona Dea (« la bonne déesse »), auquel aucun homme n'avait le droit d'assister. Pourtant un jeune patricien, Clodius Pulcher, réussit à s'y introduire, déguisé en joueuse de lyre, apparemment dans le but de séduire Pompeia. Il fut démasqué et poursuivi pour profanation. César ne put apporter aucune preuve contre Clodius lors de son procès, et le galant fut acquitté. César n'en divorça pas moins d'avec Pompeia, disant : « Ma femme n'a même pas le droit d'être soupçonnée ». 
Cette citation de César est restée célèbre sous la forme suivante : « La femme de César ne doit pas être soupçonnée ».